# 松平正成
松平 正成（まつだいら まさなり）は、江戸時代前期の旗本。宮石松平家7代。

## 経歴
松平正次の長男として生まれる。寛永2年（1625年）6月7日に小姓組番士となり、廩米300俵を賜る。寛永10年（1633年）2月7日に200石を加増され、常陸国鹿島郡において500石を知行する。寛永19年（1642年）11月1日、徳川家綱附属の家臣となり、寛永20年（1643年）1月10日に布衣の着用を許される。正保4年（1647年）12月5日、武蔵国埼玉郡で300石を加増される。慶安3年（1650年）9月8日に傅役となり、9月9日より馬方を支配する。慶安4年（1651年）8月16日、従五位下大隅守に叙任される。同年11月21日に下総国匝瑳郡で500石、万治3年（1660年）12月1日に常陸国茨城郡で700石を加増され、計2000石を領する。寛文3年（1663年）8月16日、55歳で死去。

## 系譜
- 父：松平正次
- 母：水野近信の娘
- 正室：肥田正勝の娘
  - 長男：松平正勝
- 生母不明の子女
  - 長女：国領吉綱室
  - 次女：青木安頼室
  - 三女：松平直広室
  - 四女：大沢基房室